# Arztroman
Der Arztroman ist eine unscharfe Genrebezeichnung für Romane, die im ärztlichen Milieu spielen und meist der Unterhaltungs- oder Trivialliteratur zugeordnet werden.

## Entstehung des Genres
Im Laufe des 19. Jahrhunderts entstanden die ersten literarischen Werke, die Ärzte und deren Umfeld zu ihrem Hauptgegenstand machten. Die Verfasser konnten selbst literarisch dilettierende Mediziner sein, wie Heinrich Christoph August H. C. A. Osthoff mit Ferdinand Niederholdt’s eines jungen deutschen Arztes Lehrjahre (1808/1809) oder E. C. V. Dietrich mit Des Arztes Lehr- und Wanderjahre auf Reisen und im Felde (1823) – beide Titel lehnen sich an Goethes Bildungsroman Wilhelm Meister an. Besonders erwähnenswert sind Jean Pauls Arzt-Novelle Dr. Katzenbergers Badereise (1809) und die Erzählung Der Kreisphysikus (1883) von Marie von Ebner-Eschenbach.
In der ersten Hälfte des 20. Jahrhunderts erschienen vermehrt Romane, deren Autoren auch selbst Ärzte waren, die ihre eigenen Erfahrungen und Erlebnisse verarbeiteten. So schildert William Somerset Maugham in Of Human Bondage (1915, deutsche Erstausgabe: Der Menschen Hörigkeit (1939)), die Entwicklung eines Medizinstudenten zum Arzt, weitere bekannte Werke sind Sorrell and Son (1925, deutsch Hauptmann Sorel und sein Sohn (1927)) von Warwick Deeping und der mit dem Pulitzer-Preis ausgezeichnete Roman Arrowsmith (1925, deutsch: Dr. med. Arrowsmith (1925)) des Literaturnobelpreisträgers Sinclair Lewis. Im deutschsprachigen Raum erschienen unter anderem die sozialkritischen Arztromane von Hans Lungwitz (Führer der Menschheit (1910), Der letzte Arzt. Ein sozialer Roman aus der Zukunft (1912)) und Der Kavalier von Ernst Moritz Mungenast (1938).
Im Jahre 1937 veröffentlichte A. J. Cronin seinen Roman The Citadel (deutsche Übersetzung: Die Zitadelle (1938)), der sich mit Fragen der medizinischen Ethik auseinandersetzt und ein kritisches Bild der Gesundheitsversorgung und Medizin in Großbritannien entwirft. Neben der im Vordergrund stehenden Gesellschaftskritik und der charakterlichen Entwicklung der Hauptperson im Sinne eines Entwicklungs- oder Bildungsromans enthält der Roman, wie für das Genre später typisch, auch eine Liebesgeschichte, die von zentraler Bedeutung ist. Der Roman entwickelte sich zu einem der einflussreichsten Bücher der 1930er Jahre in Großbritannien und bald auch zu einem internationalen Bestseller, bereits im darauffolgenden Jahr entstand eine erfolgreiche Verfilmung unter der Regie von King Vidor. Aufgrund seines Erfolges und Einflusses wird er heute oft als der klassische Arztroman betrachtet und sein Autor, der auch noch weitere Arztromane verfasste (u. a. Doctor Finlay of Tannochbrae, dt. Ein Held im Schatten), als Begründer des Genres angesehen.
Weitere international bekannte Autoren von Arztromanen sind der Bestsellerautor Frank Gill Slaughter (u. a. That None Should Die (dt. Halbgott in Weiss), Woman in White (dt. Intensivstation), The Healer (dt. Chefarzt Dr. Carter)) und James Herriot, der in All Creatures Great and Small (dt. Der Doktor und das liebe Vieh) (1972) humorvoll die Erlebnisse eines Tierarztes auf dem Land schildert.
In der deutschen Kriegsprosa nach 1945 spielte der Arztroman eine besondere Rolle: Durch die Verknüpfung von hippokratischem Handeln und Heilen konnten die Kriegsverbrechen besonders einfach relativiert werden.
Es wurde die Legende einer „sauberen Wehrmacht“ über die Kriegsprosa in das gesellschaftliche Bewusstsein verankert. Beispielhaft seien hier Die unsichtbare Flagge von Peter Bamm (1952) und Der Arzt von Stalingrad von Heinz G. Konsalik (1956) angeführt.
Ein aktuelles Beispiel aus der deutschsprachigen Gegenwartsliteratur ist der Arztroman von Kristof Magnusson. Der Titel versteht sich hier nur bedingt als Genrebezeichnung, zeigt sich vielmehr als Finte und ironischer Verweis auf Groschenhefte.

## Der triviale Arztroman
Nach dem Zweiten Weltkrieg etablierte sich in Deutschland der Arztroman vor allem als festes Genre innerhalb der Trivialliteratur. Dort behandelt er meist die gleichen Liebesthemen wie der Frauenroman.
Es werden regelhaft Dreiecksbeziehungen im Arzt- und Klinikmilieu behandelt, wobei als störende Dritte sowohl ein Rivale oder eine Rivalin, als auch eine Krankheit auftreten kann. Der oder die Dritte wird am Ende des Romans als Sündenbock geopfert. Gleichzeitig wird damit die Lust am Leben, symbolisiert durch diese dritte Person, aus der so gefestigten Zweierbeziehung gezogen. Manfred Sera spricht deshalb davon, dass im trivialen Arztroman die nekrophilen Tendenzen zum Sieg kommen. Die den trivialen Arztroman charakterisierende Auffassung von erfüllter Beziehung, oft mit einer Krankenschwester oder anderen Mitarbeiterinnen eines Krankenhauses, stellt die Treue über die Liebe: Die Liebe wird so zur Pflicht und damit zur Fessel. Die Protagonisten des trivialen Arztromans antworten auf den Verlust des geliebten Partners mit einer totalen Unterdrückung der eigenen Gefühle.
Die überwiegende Publikationsart dieser Arztromane ist der Heftroman, bei dem den Autoren oft enge schematische Vorgaben gemacht werden. Diese Vorgaben beziehen sich sowohl auf die Handlung, als auch den Umfang: Drucktechnisch bedingt konnte jedes Heft nur 64 Innenseiten und einen Schutzumschlag haben. Neue Veröffentlichungen und Auflagen haben in der Regel ein kleineres Format und eine entsprechend größere Seitenzahl (128 Innenseiten), sie sind wie Taschenbücher am Buchrücken verleimt.
Ein typisches Beispiel für den trivialen Arztroman ist die seit 1973 erscheinende Arztromanserie Dr. Norden von Patricia Vandenberg, die mit mehr als 180 Millionen verkauften Exemplaren in mehreren Auflagen und über 850 einzelnen Romanen wohl die erfolgreichste deutschsprachige Heftromanserie ist. Eine weitere erfolgreiche Arztromanserie aus jüngerer Zeit ist Dr. Katja König von der Schweizer Autorin Nicole Amrein. Sie erscheint seit 2001.
Die Leserschaft von Arztromanen in der Trivialliteratur besteht zu 95 % aus Frauen, auch älteren Frauen. Sie haben den niedrigsten Bildungsstand aller Liebesromanleserinnen, setzten sich jedoch etwas von den Berg- und Heimatroman-Leserinnen ab.